# Nyílt szabvány
A nyílt szabvány olyan szabvány, ami nyilvánosan hozzáférhető, és a létrehozásával és felhasználásával kapcsolatos szabályok biztosítják azt, hogy a szabványt bárki használhatja, és senki nem szenved a felhasználásakor igazságtalan hátrányt. A szabályok pontos mibenlétéről számos különböző elképzelés van, és így a nyílt szabványra számos eltérő definíció létezik, például egyes meghatározások szerint ingyenesen felhasználhatónak kell lennie, mások szerint lehet díjat szedni érte, amennyiben az „észszerű és nem diszkriminatív”.
Az Európai Unió definíciója szerint például az EU e-kormányzatában használt nyílt szabványoknak a következő feltételeket kell teljesíteniük:
1. a szabvány használatának költségei alacsonyak, és nem akadályozzák a hozzáférést;
2. a szabványt nyilvánosságra hozták;
3. a szabványt egy nyílt döntéshozatali eljárás (pl. többségi szavazás vagy konszenzusos döntés) keretében fogadták el;
4. a szabványhoz fűződő szellemi tulajdonjogok egy nonprofit szervezet birtokában vannak, amely ingyenes hozzáférést enged;
5. a szabvány újrafelhasználása nincs korlátozva.

Nyílt szabvány például a HTML, az Ogg, a C# vagy a CD-ROM.